# Place des Hauts-Murats
La place des Hauts-Murats (en occitan : plaça dels Auts Murats) est une voie de Toulouse, chef-lieu de la région Occitanie, dans le Midi de la France.

## Situation et accès

### Description
La place des Hauts-Murats est une voie publique. Elle se trouve dans le quartier Saint-Étienne, dans le secteur 1 - Centre.
La place des Hauts-Murats est une petite place de 900 mètres carrés, presque régulière, d'environ 32 mètres de long sur 27 mètres de large. Elle est en grande partie dévolue au stationnement des voitures. Elle est bordée au nord par la rue Furgole et l'ancien hôtel Furgole, à l'ouest par l'église du Gésu et au sud par les anciens bâtiments de l'ancienne prison des Hauts-Murats. La rue des Coffres aboutit à l'angle nord-est de la place.
La chaussée compte une seule voie de circulation automobile. Elle appartient à une zone de rencontre et la vitesse y est limitée à 20 km/h. Il n'existe pas d'aménagement cyclable.

### Voies rencontrées
La place des Hauts-Murats rencontre les voies suivantes, dans l'ordre des numéros croissants :
1. Rue Furgole
2. Rue des Coffres
3. Rue Furgole

## Odonymie

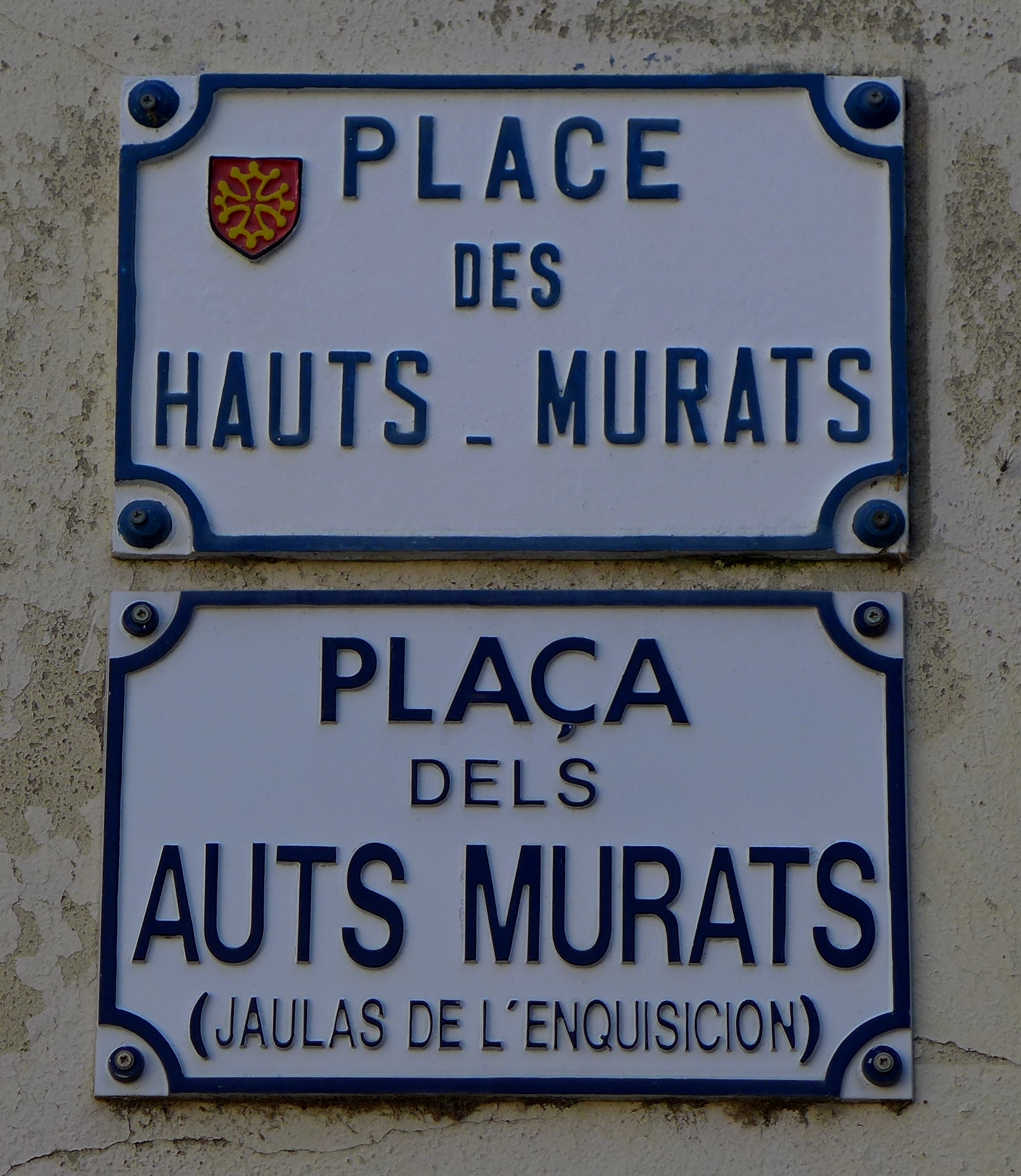
Plaques de rue en français et en occitan.

Avant l'actuelle place des Hauts-Murats existait déjà une impasse du même nom. L'origine en est ancienne mais n'a jamais fait l'objet d'un consensus. D'après Guillaume Catel, qui écrit dans la première moitié du XVIIe siècle, il viendrait des hautes murailles de la prison de la sénéchaussée. Selon l'historien Alexandre Du Mège, il s'agirait plutôt de la déformation de l'occitan médiéval en murats (« emmurés » en français), qui rappellerait le souvenir des prisonniers enfermés à vie dans la prison, particulièrement les hérétiques cathares. Au XVe siècle se trouvent les formes latines « immuratorum » et « armuratorum » et les formes occitanes « aumurats » et « armurats ». La forme française « hauts murats » n'apparaît qu'au XVIe siècle, sans effacer d'ailleurs les autres graphies,. En 1794, pendant la Révolution française, la rue fut ironiquement renommée rue les Affranchis, mais ce nom ne subsista pas.

## Patrimoine et lieux d'intérêt

### Église du Gésu
Inscrit MH (1994, église, ainsi que les vitraux et le décor intérieur)
- sans numéro : emplacement de l'hôtel de la sénéchaussée de Toulouse ; église du Gésu[5].

### Tour des Hauts-Murats
- no  3 : tour et prison des Hauts-Murats ; prison Furgole ; annexe de l'Institut national polytechnique de Toulouse (INP).  Inscrit MH (1925, tour des Hauts-Murats et vestiges de remparts gallo-romains attenants) et  Inscrit MH (1995, vestiges du rempart médiéval, section de remparts entre la place et l'allée)[6]. 
La tour de l'enceinte romaine connue comme la tour des Hauts-Murats est construite au IVe siècle, afin de renforcer le rempart sud de la ville. Elle est probablement réédifiée au Moyen-Âge et sert alors de prison à la sénéchaussée, peut-être dès l'époque des comtes de Toulouse. La première mention de la prison des Hauts-Murats ne date cependant que de 1375[7]. Elle est restaurée aux XVIe siècle et au XVIIe siècle. 
Une nouvelle prison, désignée comme la prison Furgole, est construite dans la première moitié du XIXe siècle. Elle se compose d'un long bâtiment qui se développe sur un étage et six travées dont une a été fermée à l'étage, accolé au flanc occidental de la tour des Hauts-Murats. À l'ouest, il s’appuie sur les vestiges du mur de la tour de la Sénéchaussée. Une aile occidentale en retour ouvre sur une cour rectangulaire, fermée par un mur en brique. Durant l'Occupation, plusieurs résistants y sont enfermés avant d'être déportés. Un bâtiment préfabriqué en rez-de-chaussée a été élevé dans la cour dans la deuxième moitié du XXe siècle. La tour des Hauts-Murats, coiffée d'un toit polygonal, ne s'élève plus aujourd'hui que sur un étage[8].

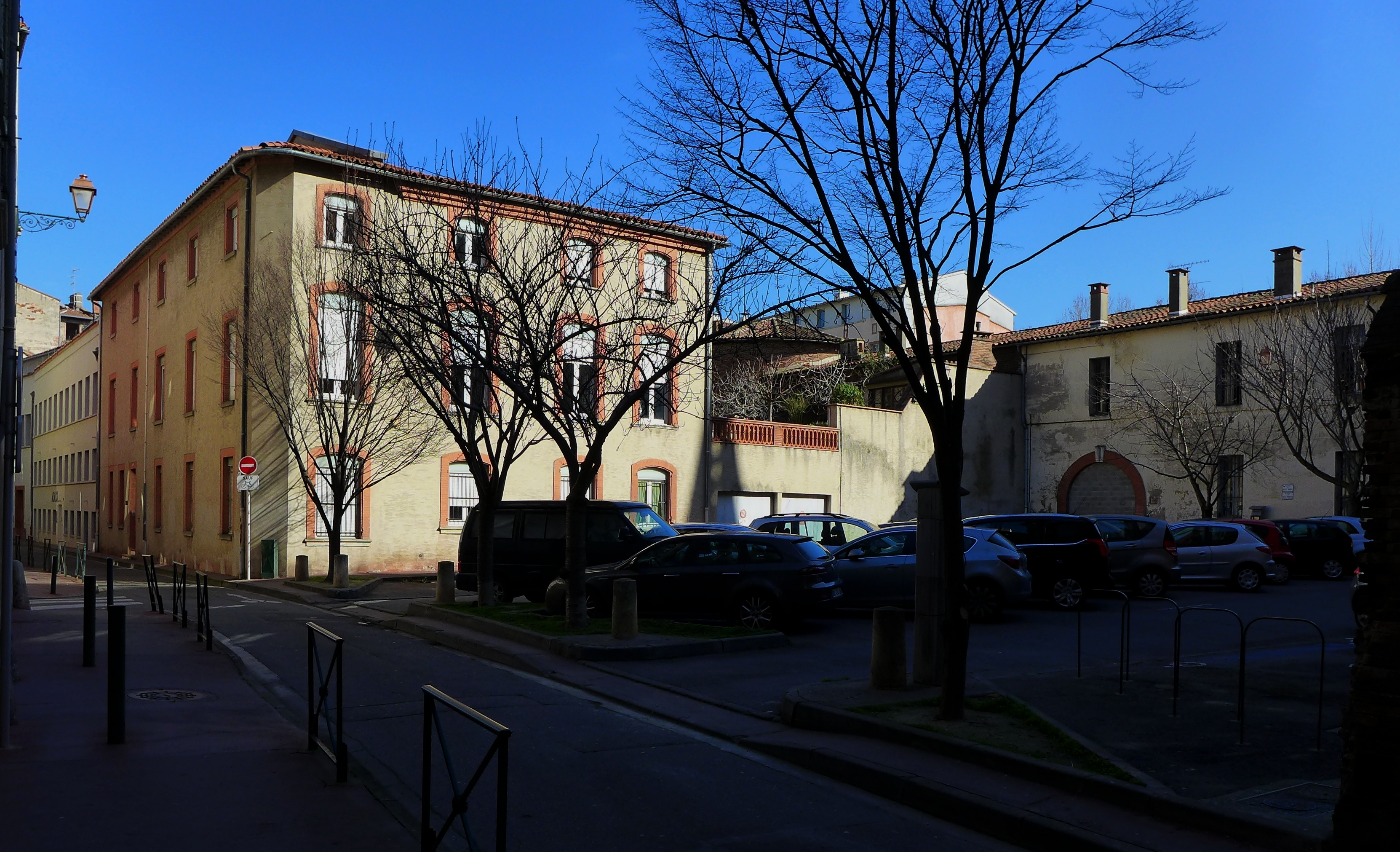
Le côté est de la place et la tour des Hauts-Murats.
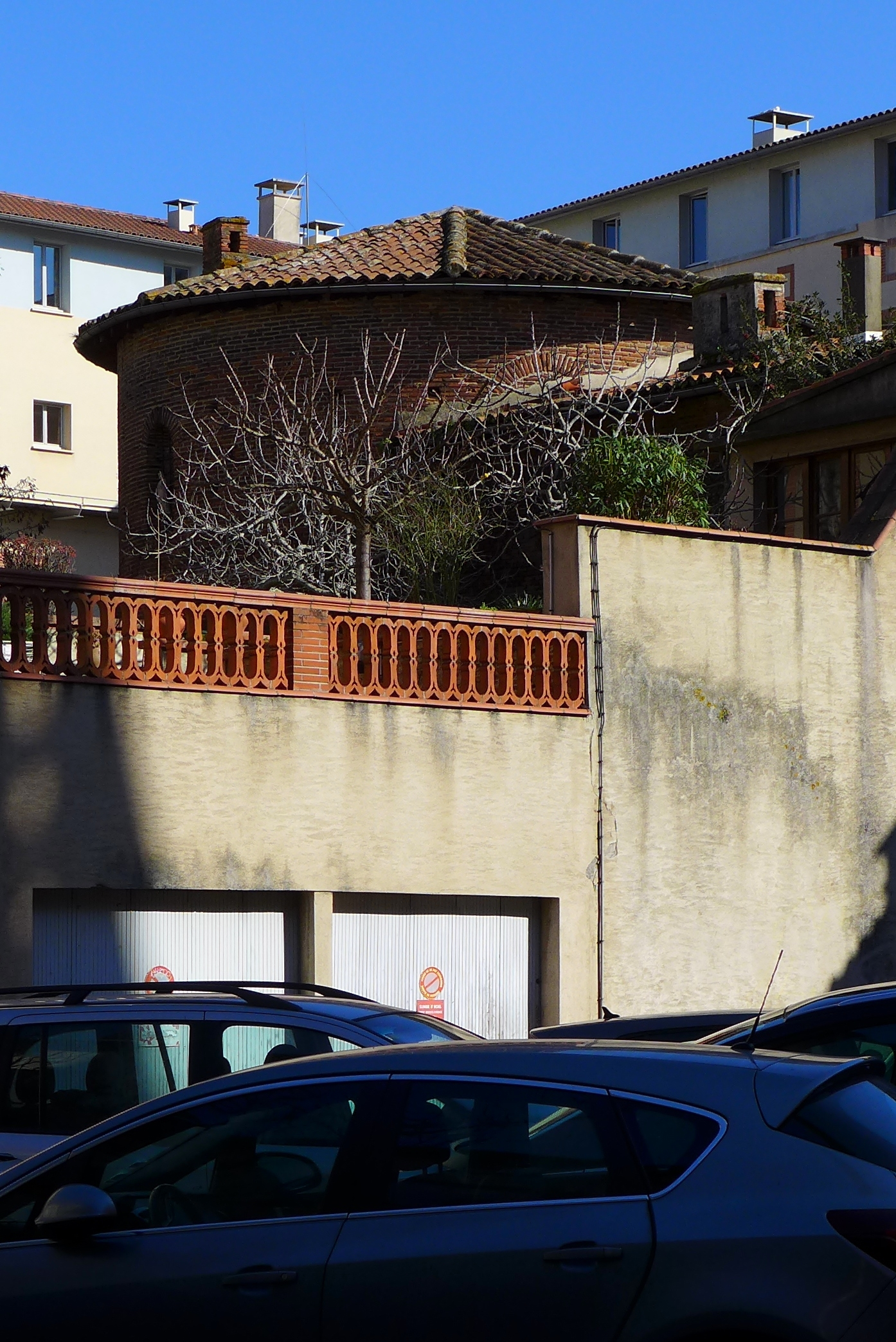
La tour des Hauts-Murats.
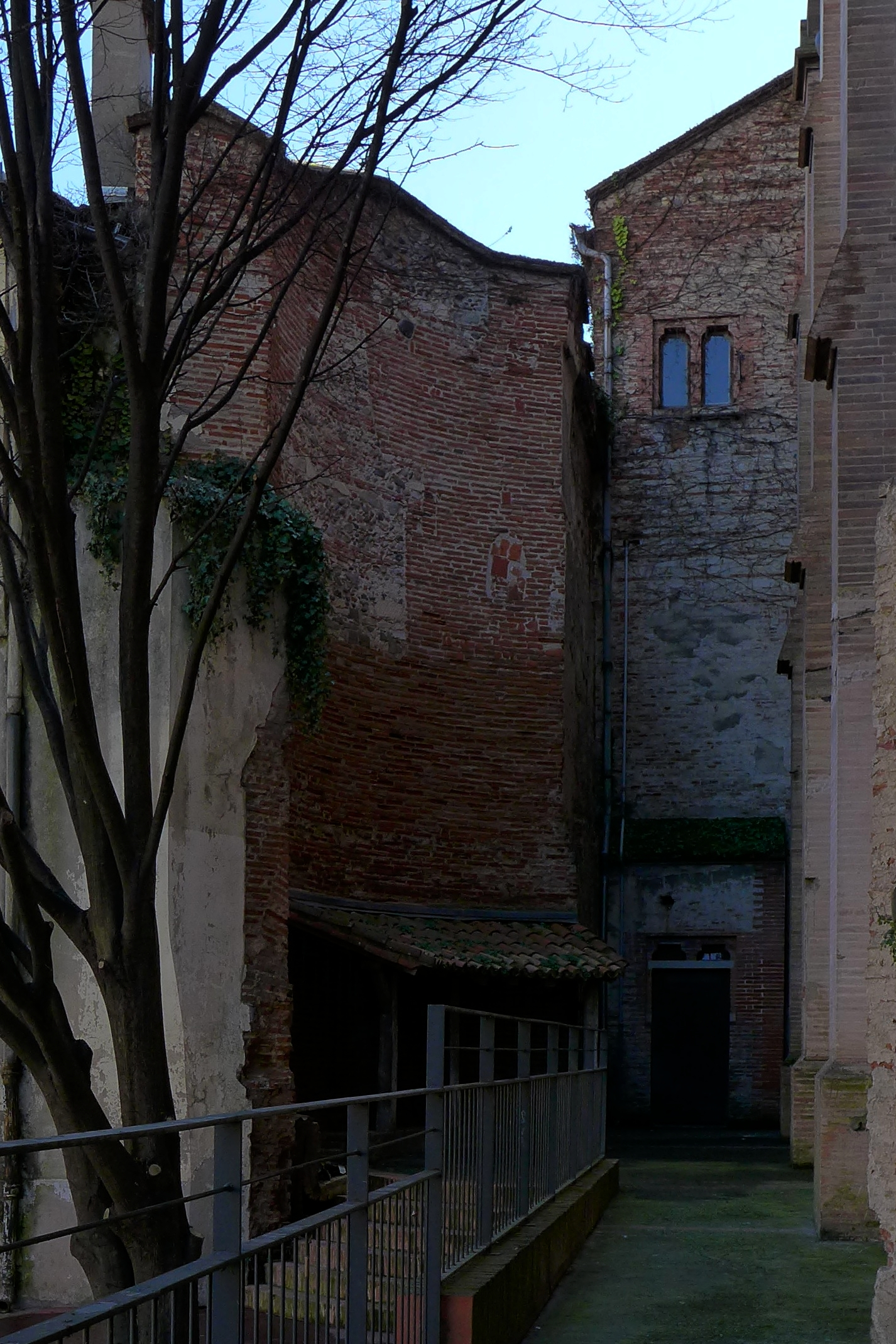
Les vestiges de la tour de la Sénéchaussée.